# دوروتی دالتون (ژیمناست)
دوروتی دالتون (انگلیسی: Dorothy Dalton; ۱ اوت ۱۹۲۲ – ۹ مهٔ ۱۹۷۳) ژیمناست هنری اهل ایالات متحده آمریکا بود.